# 쥐약

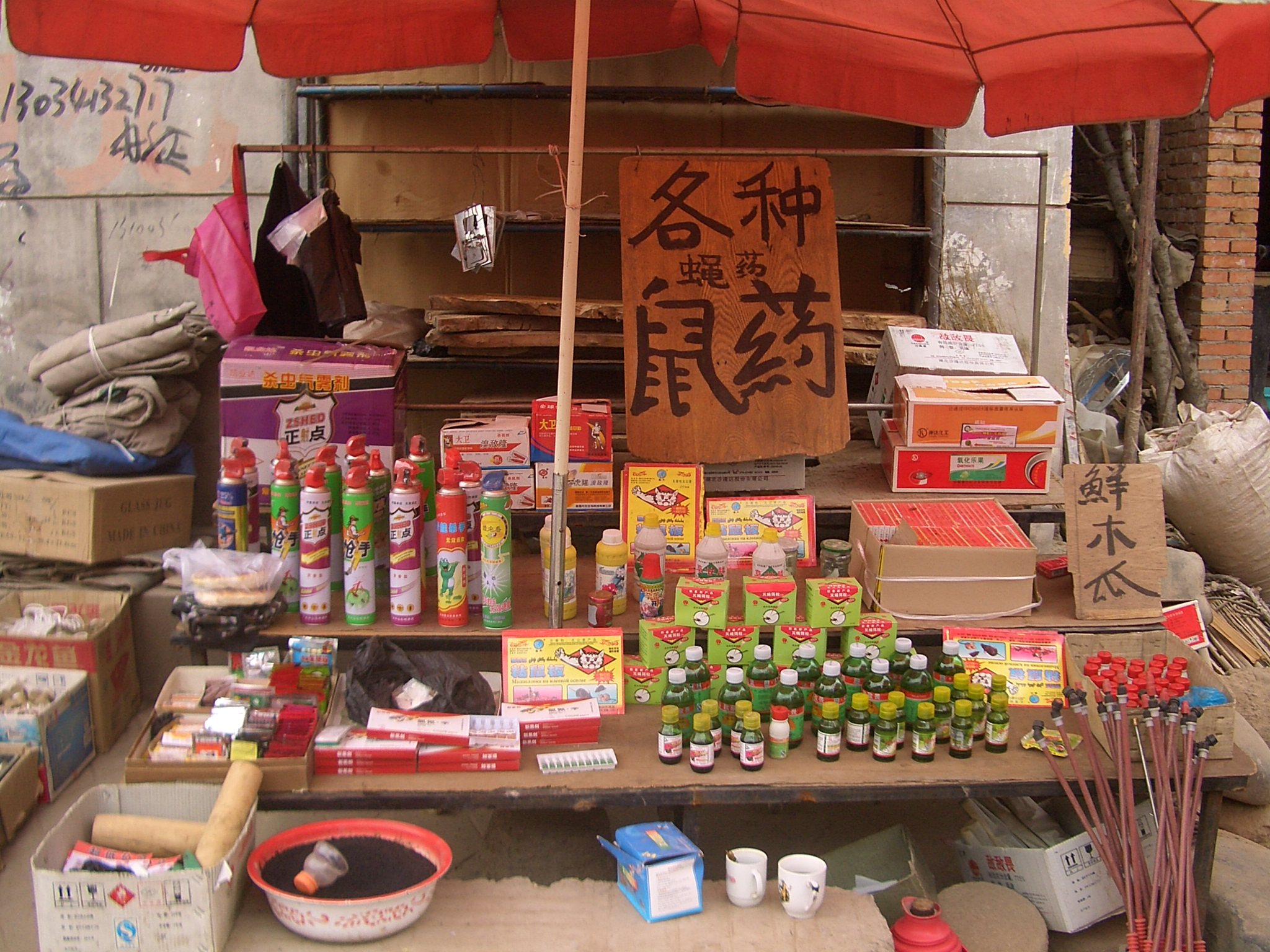
시장에 진열된 다양한 쥐약

쥐약(-藥)은 쥐를 비롯한 설치류를 방제하는 데 사용하는 약이다. 살서제(殺鼠劑)라고도 한다.
쥐약은 설치류를 죽일 목적으로 제조 및 판매되는 화학 물질이다. 쥐약은 생쥐, 우드척, 다람쥐, 고슴도치, 뉴트리아, 비버, 들쥐를 죽이는 데에도 사용된다. 설치류가 자연에서 수행하는 중요한 역할에도 불구하고 통제가 필요한 경우가 있다.
일부 쥐약은 한 번 노출된 후에 치명적인 반면 다른 쥐약은 두 번 이상 노출되어야 한다. 설치류는 알려지지 않은 음식(구토할 수 없는 것에 대한 적응을 반영한 것으로 추정)을 게걸스럽게 먹는 것을 꺼려하며, 샘플을 채취하고 기다렸다가 그것이 자신이나 다른 쥐를 아프게 하는지 관찰하는 것을 선호한다.
많은 쥐약은 개, 고양이, 인간을 포함하여 이를 섭취하는 포유동물에게 직접적으로 독성이 있을 뿐만 아니라 쥐의 죽은 시체를 사냥하거나 청소하는 동물에게 2차 중독 위험을 나타낸다.

## 같이 보기
- 농약